# Бардес, Александр Петрович
Александр Петрович Бардес (1891 — 1920) — штабс-капитан 19-го инженерного полка, герой Первой мировой войны, участник Белого движения.

## Биография
Православный. Сын полковника Петра Иосифовича Бардеса. Уроженец Киевской губернии.
Окончил Хабаровский кадетский корпус (1909) и Павловское военное училище (1911), откуда выпущен был подпоручиком в 19-й саперный батальон, в рядах которого и вступил в Первую мировую войну. Произведен в поручики 1 октября 1914 года «за выслугу лет». Пожалован Георгиевским оружием
За то, что в бою 17 сентября 1915 года у озера Свентен, заметив при осмотре тыловой позиции у дер. Уженишки, что противник занял вправо окопы, оставленные другими частями, и угрожал таким образом выйти в тыл ротам 151-го пехотного Пятигорского полка, не растерявшись, по собственной инициативе собрал отбившихся нижних чинов разных частей, быстро устроил их и повел наступление на превосходившего силами противника, отогнал его и занял бугры у дер. Уженишки; затем сдерживая противника, несмотря на его губительный артиллерийский огонь, вывел правофланговые роты из критического положения и дал им возможность спокойно отойти на тыловую позицию; руководя боем в цепи и будучи ранен пулей в грудь навылет, не оставил своего места в цепи до потери сознания.
Удостоен ордена Св. Георгия 4-й степени
За то, что лично руководя работами на боевом участке полка, ведущего постепенную инженерную атаку «Фердинандова носа», направил силу к германскому блокгаузу, расположенному между линиями неприятельских окопов и проволочных заграждений и фланкирующего подступы неприятельскому расположению. Не взирая на губительный огонь противника, снаряды, бросаемые из минометов, и ручные гранаты, находясь в самых опасных местах, прошел сапой проволочные заграждения противника и, приблизившись на 30 шагов к неприятельскому блокгаузу, вывел под последний минную галерею. Вечером 28 января 1916 года взрывом усиленного горна разрушил неприятельский блокгауз и часть убежищ неприятельского окопа. Находясь в голове атакующих, занявших воронку, приспособил ее под окоп, чем содействовал удержанию занятого пространства. Будучи тяжело ранен ручной гранатой, являя доблестный пример самоотвержения, отдал последние указания своему заместителю, после чего лишь позволил вынести себя на перевязочный пункт.
Произведен в штабс-капитаны 9 мая 1917 года.
В Гражданскую войну участвовал в Белом движении на Юге России. В Русской армии — командир броневого автомобиля «Илья Муромец», штабс-капитан. Убит 7 августа 1920 года.

## Награды
- Орден Святого Станислава 3-й ст. (ВП 29.08.1915)
- Орден Святой Анны 2-й ст. с мечами (ВП 20.05.1916)
- Орден Святой Анны 4-й ст. с надписью «за храбрость» (ВП 27.05.1916)
- Орден Святой Анны 3-й ст. с мечами и бантом (ВП 19.06.1916)
- Георгиевское оружие (ВП 4.07.1916)
- Орден Святого Георгия 4-й ст. (ВП 29.11.1916)
- Орден Святого Станислава 2-й ст. с мечами (ВП 7.12.1916)